# レクサス・TX
TX（ティーエックス、Lexus TX）は、トヨタ自動車が展開する高級車ブランド「レクサス」から販売される、北米向けフルサイズSUVである。北米で販売を終了したRX Lの後継車種として登場した。

## 概要
2023年6月8日、GXと同時にアメリカのテキサス州オースティンで世界初公開。北米地域専用モデルとして開発され、快適な移動を実現できる大柄な3列シートや、十分な容量を確保した荷室を備えている。
プラットフォームには、GA-Kプラットフォームが採用されており、低重心と最適な重量配分を実現した。パフォーマンスを向上させるためにボディ剛性を強化し、騒音・振動・ハーシュネスを最小現に抑えるための強化が行われた。シャシーの主要骨格部品の接合強度と剛性を高めるため、溶接と接着を採用した。
エクステリアデザインは、新デザインコンセプト「ユニファイドスピンドル」とし、5代目RXにも採用されている、「スピンドルグリル」からメッキ枠が外された「スピンドルボディ」となっている。
また近年のレクサスには珍しい、ボンネットフードにロゴマークを配置するデザインとなっている。リアデザインは「L E X U S」のバラ文字ロゴとなり、フルLEDリアコンビネーションランプに組み込む形でボディサイドまで回り込んだ一文字ランプの上部中央に配置された。
TXには6人乗りと7人乗りがある。2列目は60:40の分割可倒式ベンチまたはキャプテンチェア、3列目は50:50の分割可倒式ベンチ。トリムレベルとパワートレインの選択によっては、2列目アウトボードシートにヒーターとベンチレーションを装備できる。
トリムレベルについて、最上級のLuxuryは全車種に用意され、PremiumはTX500h以下、無印のベースグレードはTX350に設定されている。さらに、TX500hはほかのグレードと異なりスポーティな「F SPORT Performance」が取り扱われている。
2023年10月11日、北米市場にて発売された。販売価格（ベース価格）は5万5050ドル（約820万円）。

## 装備
ベースモデルには14.0インチのマルチメディア・インフォテイメント・ディスプレイが標準装備され、レクサスの最新インフォテイメント・インターフェイスを搭載。ワイヤレスのApple CarPlayとAndroid Autoが標準装備され、ダッシュボードに統合されたナビゲーションシステムとワイヤレススマートフォン充電システムも装備されている。12.3インチのデジタルメーターディスプレイは、オプションのヘッドアップディスプレイと同様に、ドライバーに情報を表示するために再構成することができる。21スピーカーのマーク・レビンソンプレミアムステレオはオプション 。20インチホイールはPremiumとLuxuryグレードに標準装備され、22インチホイールはTX350 Luxuryグレードに設定され、TX550h+には標準装備される。TX500h F SPORT Performanceには専用の22インチホイールが採用されている。
TXの後部貨物スペースは、全席を上げた状態で20.2立方フィート (572 L)。3列目シートを倒すと、スペースは57.4立方フィート (1,625 L)に拡大する。2列目シートと3列目シートの両方を倒すと、スペースは97立方フィート (2,747 L)に拡大する。TXは、グレードによってペッパーコーン、バーチ、ブラックの3つのインテリアカラーオプションが用意されている。
安全システムは、歩行者検知機能付プリクラッシュシステム、ダイナミックレーダークルーズコントロール、レーントレーシングアシスト、ステアリングアシスト付レーンディパーチャーアラート、ロードサインアシスト、プロアクティブドライビングアシストなどがある。アドバンスド・パーク・パッケージは、直角および縦列駐車/出庫を容易する。さらに、トラフィック・ジャム・アシストもサブスクリプションを通じて利用可能で、アクセス制限のある道路での低速走行時に周囲の交通状況をモニターし、TXと先行車との安全な車間距離を保つために、車両が自律的に前進したりブレーキをかけたりするように設計されている。

## パワートレイン
グレード構成は、2.4Lターボエンジンを搭載するガソリン車の「TX350」、ハイブリッドシステムを搭載した「TX500h」、新開発のプラグインハイブリッドを搭載する「TX550h+」を設定している。
TX500h F SPORT Performanceの複合システム出力は366 hp (371 PS; 273 kW)で、T24A-FTS型 2.4リッター 直列4気筒ターボと1.4 kWh、288ボルトのリチウムイオンバッテリーパックと2基の電気モーターを組み合わせている。TX550h+は合計404 hp (410 PS; 301 kW)で、新開発の2GR-FXS 3.5リッター V型6気筒 自然吸気と18.1 kWh、355.2ボルトのリチウムイオンバッテリーパックと2基の電気モーターを組み合わせており、全電気航続距離は33マイル (53 km)である。
| モデル           | エンジン・ 電気モーター | 排気量 (cc)      | タイプ               | トランスミッション | 最高出力 (kW (PS)/rpm) | 最大トルク (Nm (kgm)/rpm)  | 備考                                             |
| ガソリンエンジン | ガソリンエンジン        | ガソリンエンジン | ガソリンエンジン     | ガソリンエンジン   | ガソリンエンジン       | ガソリンエンジン           | ガソリンエンジン                                 |
| ---------------- | ----------------------- | ---------------- | -------------------- | ------------------ | ---------------------- | -------------------------- | ------------------------------------------------ |
| TX350            | T24A-FTS型              | 2,393            | 直列4気筒 DOHCターボ | 8速AT              | 205 (279) / 6,000      | 430 (43.8) / 1,700 - 3,000 | FWDのモデル型式はTAUA10、AWDのモデル型式はTAUA15 |
| ハイブリッド     |                         |                  |                      |                    |                        |                            |                                                  |
| TX500h           | T24A-FTS型              | 2,393            | 直列4気筒 DOHCターボ | 6速AT              | 202 (275) / 6,000      | 460 (46.9) / 2,000 - 3,600 | モデル型式はTAUH15                               |
| TX500h           | 1ZM型                   | -                | 交流同期電動機       | 6速AT              | 63 (86)                | 292 (29.8)                 | フロントモーター                                 |
| TX500h           | 1YM型                   | -                | 交流同期電動機       | 6速AT              | 75 (102)               | 168 (17.1)                 | リヤモーター                                     |
| TX550h+          | 2GR-FXS型               | 3,456            | V型6気筒 直噴DOHC    | 電気式無段変速機   | 193 (262) / 6,000      | 270 (27.5) / 4,600         | モデル型式はGYU15                                |
| TX550h+          | 5NM型                   | -                | 交流同期電動機       | 電気式無段変速機   | 133 (181)              | 292 (29.8)                 | フロントモーター                                 |
| TX550h+          | 1YM型                   | -                | 交流同期電動機       | 電気式無段変速機   | 75 (102)               | 168 (17.1)                 | リヤモーター                                     |